# Bitone (ingegnere)
Bitone (fl. III secolo a.C.) è stato un ingegnere greco antico autore di un trattato di tecnologia militare, probabilmente attivo nella seconda metà del III secolo a.C..

## Contenuto dell'opera
Bitone non si era occupato solo di tecnologia militare: nella sua opera sopravvissuta rinvia infatti a una sua Ottica. A parte questo titolo, noi però lo conosciamo solo attraverso il suo breve trattato Costruzione di macchine da guerra e catapulte (Κατασκευαὶ πολεμικῶν ὀργάνων καὶ καταπαλτικῶν), dedicato ad un re Attalo che è probabilmente da identificare con il re di Pergamo Attalo I (re dal 241 a.C. al 197 a.C.).
Bitone vi descrive le seguenti macchine da guerra:
- Una torre d'assedio (ἑλέπολις) progettata da Posidonio il Macedone per Alessandro Magno.
- Una sambuca (cioè una macchina montata su navi, usata per scalare fortificazioni dal mare) progettata da Damide di Colofone.
- Due catapulte lancia-pietre: una progettata da Carone di Magnesia a Rodi e l'altra, più grande, da Isidoro di Abido a Tessalonica.
- Due gastraphetes (γαστραφέτης), ossia grandi balestre, costruite da Zopiro di Taranto: una a Mileto e l'altra a Cuma.

L'opera, che non sempre è di facile interpretazione, fornisce una rara testimonianza sulla prima fase dell'artiglieria ellenistica, precedente all'introduzione della più potente catapulta a torsione, che Bitone mostra di non conoscere.

## Edizioni
- A. Rehm and E. Schramm, Bitons Bau von Belagerungsmaschinen und Geschützen [Abhandlungen der bayerischen Akademie der Wissenschaften, Philosoph.-hist. Abt. N.F. 2. Munich: Oldenbourg, 1929]: 9-28.
- E. W. Marsden, Greek and Roman Artillery. Technical Treatises, Oxford, at the Clarendon Press, 1971, pp.61-103 (testo greco, traduzione inglese e note tecniche).